# Jastkowice
Jastkowice ist eine Ortschaft mit einem Schulzenamt der Gemeinde Pysznica im Powiat Stalowowolski der Woiwodschaft Karpatenvorland in Polen.

## Geschichte
Der Ort wurde im Jahr 1375 als Iaskowicze urkundlich erwähnt. Der patronymische (Suffix -(ow)ice) Ortsname ist vom Personennamen Jaszek (Form von Jan) oder *Jastko abgeleitet. Zur Änderung Jaszkowice > Jastkowice kam es im frühen 16. Jahrhundert (1510: Jasthkowycze) u. a. durch Masurieren.
Politisch und administrativ lag der Ort im schwach besiedelten Sandomirer Becken zum Königreich Polen (ab 1569 Adelsrepublik Polen-Litauen), am Rande der Woiwodschaft Sandomir.

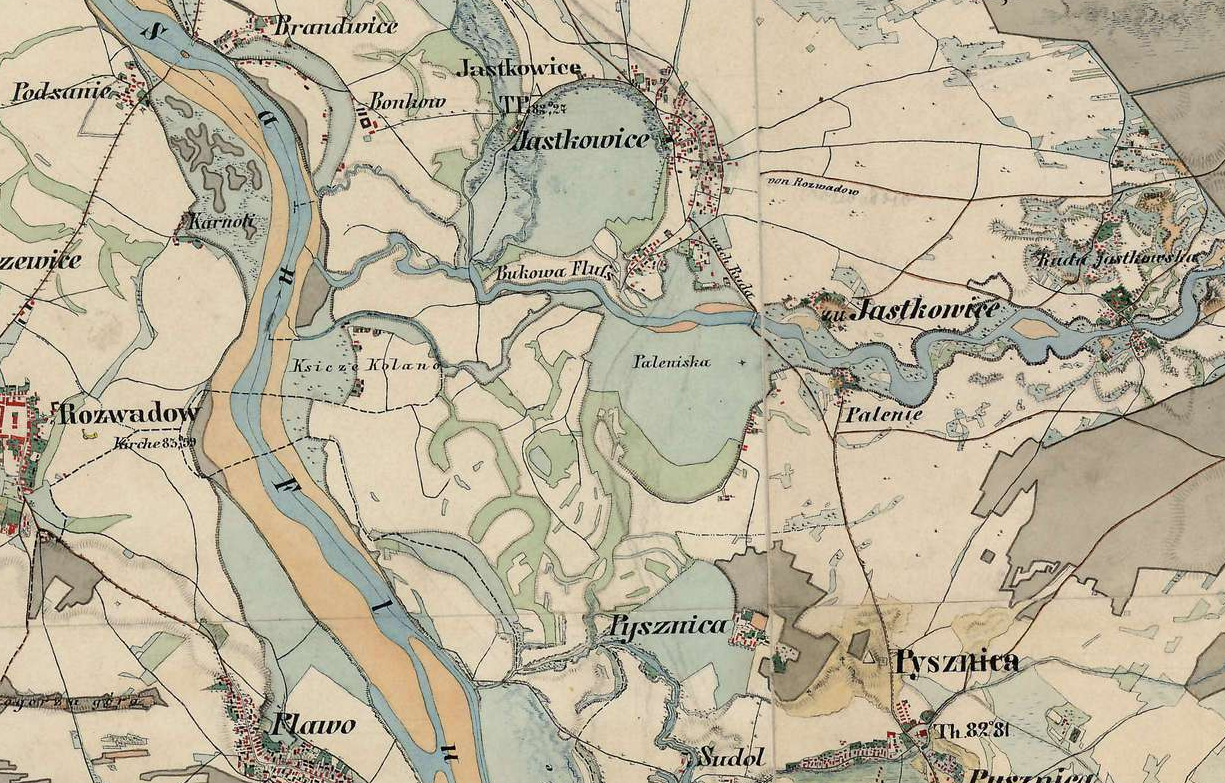
Jastkowice auf der Franziszeischen Landesaufnahme um die Mitte des 19. Jahrhunderts

Bei der Ersten Teilung Polens kam der Ort 1772 zum neuen Königreich Galizien und Lodomerien des habsburgischen Kaiserreichs (ab 1804).
1918, nach dem Ende des Ersten Weltkriegs und dem Zusammenbruch der k.u.k. Monarchie, kam Jastkowice zu Polen. Unterbrochen wurde dies durch die Besetzung Polens durch die Wehrmacht im Zweiten Weltkrieg, währenddessen es zum  Generalgouvernement gehörte.
Nach dem Ersten Weltkrieg wollten die Bewohner eine römisch-katholische Pfarrei aus Pysznica ausgliedern, dem der Bischof widersprach. Dies wurde von der Polish National Catholic Church of America benutzt und 1925 wurde eine Pfarrgemeinde der Polnisch-Katholischen Kirche (der Altkatholischen Kirche in Polen) errichtet. Gleichzeitig entstand die römisch-katholische Pfarrei und es kam zu von der Polizei aufgelöste Zusammenstöße zwischen Römisch-Katholiken und Polnisch-Katholiken über den Besitz der neuen Kirchengebäude. Heute gehört die Pfarrei zum Dekanat Karpatenvorland mit um 1300 Mitgliedern in der Diözese Krakau-Tschenstochau. 1999 wurde der 75. Geburtstag der altkatholischen Pfarrei gefeiert, es gab Gäste aus der Christkatholischen Kirche der Schweiz. Die absolute Mehrheit der Bewohner von Jastkowice ist jedoch römisch-katholisch.
Von 1975 bis 1998 gehörte Jastkowice zur Woiwodschaft Tarnobrzeg und ab 1998 zur Woiwodschaft Karpatenvorland.